# Oswaldo (serie de televisión)
Oswaldo es una serie de televisión animada brasileña creada por Pedro Eboli, que se estrenó por primera vez en Cartoon Network en Brasil el 11 de octubre de 2017, co+producida por Birdo Studio y Symbiosys Entertainment.
El 7 de febrero de 2018, se anunció que la serie había sido renovada para una segunda temporada con un máximo total de 39 episodios a partir de 2019.
La compañía Birdo Studio también es responsable de estar a cargo de los cortometrajes Vinicius y Tom emitidos en el mismo canal durante los Juegos Olímpicos de Río 2016, que también se basan en las mascotas oficiales de los Juegos Olímpicos. El espectáculo también fue la primera coproducción en Animación entre un estudio brasileño (Birdo) y un indio (Symbiosys Entertainment).
El espectáculo fue un segundo puesto para un proyecto idea de pitcheo en Brasil, de nuevo en 2014, con 'Cartoon.Job' ser el ganador general, sin embargo, fue finalmente recogido para una serie completa. El 23 de septiembre de 2017, la serie fue distribuida por Kid Glove. El 7 de febrero de 2018, se anunció que el programa se había renovado para una segunda temporada de 39 episodios a partir del 3 de junio de 2019.

## Sinopsis
La trama sigue las desventuras de un pingüino de 12 años llamado Oswaldo, que es un pingüino amable pero incomprendido, que va de aventuras con sus amigos, Tobias y Léia. Juntos lo ayudan a enfrentar su mayor desafío: salir de su cómoda casa refrigerada y ocuparse de la escuela secundaria en el cálido ambiente de Río de Janeiro.

## Temporadas
| Temporada | Temporada | Episodios | Estreno en Brasil      | Estreno en Brasil    | Estreno Hispanoamérica | Estreno Hispanoamérica |
| Temporada | Temporada | Episodios | Estreno de temporada   | Final de temporada   | Estreno de temporada   | Final de temporada     |
| --------- | --------- | --------- | ---------------------- | -------------------- | ---------------------- | ---------------------- |
|           | 1         | 13        | 11 de octubre de 2017  | 1 de enero de 2018   | 16 de agosto de 2018   | 8 de noviembre de 2018 |
|           | 2         | 13        | 3 de junio de 2019     | 26 de agosto de 2019 | 3 de junio de 2019     | 26 de agosto de 2019   |
|           | 3         | 13        | 6 de enero de 2020     | 18 de marzo de 2020  | 6 de enero de 2020     | 18 de marzo de 2020    |
|           | 4         | 13        | 4 de noviembre de 2020 | 27 de enero de 2021  | 4 de noviembre de 2020 | 27 de enero de 2021    |